# Quận Gaston, North Carolina
Quận Gaston là một quận nằm ở phía tây Charlotte (quận Mecklenburg) ở phía nam Piedmont trong bang Bắc Carolina. Đây là quận đông dân thứ nhì bang này, và thuộc vùng đô thị Charlotte.  Tại thời điểm năm 2000, quận có dân số 190.365  người.
Quận lỵ quận  Gaston County là Gastonia.6 Dallas đã là quận lỵ từ năm 1846 đến năm 1911,

## Địa lý
Theo Cục điều tra dân số Hoa Kỳ, quận có tổng diện tích 364 dặm Anh vuông (942 km²), trong đó có 356 dặm Anh vuông (923 km²) là diện tích đất và 7 dặm Anh vuông (19 km²) (2,02%) là diện tích mặt nước.

## Thông tin nhân khẩu
Theo cuộc điều tra dân số2 of 2004, có 194.459 người, 73.936 hộ, và 53.307 gia đình sinh sống trong quận này. Mật độ dân số là 534 người trên mỗi dặm Anh vuông (206/km²). Đã có 78.842 đơn vị nhà ở với một mật độ bình quân là 221 trên mỗi dặm Anh vuông (85/km²).  Cơ cấu chủng tộc của dân cư sinh sống tại quận này gồm 83% người da trắng, 13,9% người da đen hoặc người Mỹ gốc Phi, 0,3% người thổ dân châu Mỹ, 1% người gốc châu Á, 0% người các đảo Thái Bình Dương, 0,3% từ các chủng tộc khác, và 1% từ hai hay nhiều chủng tộc.  3,00% dân số là người Hispanic hoặc người Latin thuộc bất cứ chủng tộc nào.
Thu nhập bình quân của một hộ ở quận này là $39.482, và thu nhập bình quân của một gia đình ở quận này là $46.271, Nam giới có thu nhập bình quân $33.542 so với mức thu nhập $23.876 đối với nữ giới. Thu nhập bình quân đầu người của quận là $19.225, Khoảng 8,30% gia đình và 10,90% dân số sống dưới ngưỡng nghèo, bao gồm 14,50% những người có độ tuổi 18 và 11,10% là những người 65 tuổi hoặc già hơn.

## Adjacent counties
- Quận Lincoln, Bắc Carolina - Bắc
- Quận Mecklenburg, Bắc Carolina - Đông
- Quận York, Nam Carolina - Nam
- Quận Cleveland, Bắc Carolina - Tây

## Các cộng đồng
- Belmont
- Bessemer City
- Cherryville
- Cramerton
- Dallas
- Dellview
- Gastonia
- High Shoals
- Kings Mountain
- Lowell
- McAdenville
- Mount Holly
- Ranlo
- Spencer Mountain
- Stanley

### Các cộng đồng không hợp nhất
- Alexis
- Ashebrook Park
- Brown Town
- Crowders
- Hardins
- Lucia
- Mountain Island
- South Gastonia
- Springdale
- Tryon

### Các thị trấn
- Cherryville
- Crowders Mountain
- Dallas
- Gastonia
- Riverbend
- South Point